# Taylor Mac

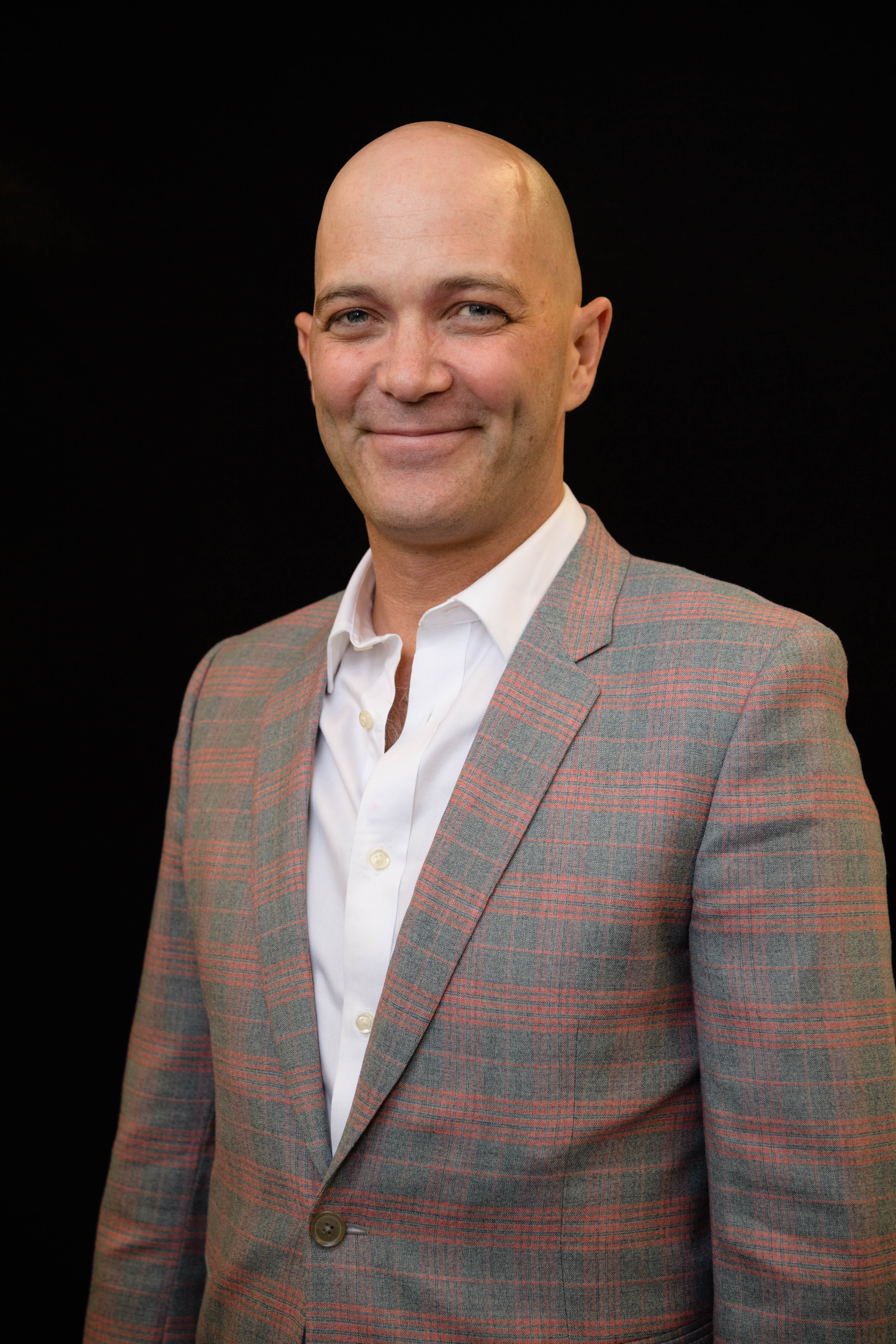
Taylor Mac (2018)

Taylor Mac (* 24. August 1973 als Taylor Mac Bowyer in Laguna Beach, Kalifornien) ist ein US-amerikanischer Schauspieler, Dramatiker, Performancekünstler, Regisseur, Produzent und Singer-Songwriter.

## Leben und Werk

### Frühe Jahre
Taylor Mac wuchs in einem von Gewaltkonflikten und Homophobie geprägten Vorort von Stockton als Sohn eines Kriegsveterans auf. Seine Mutter eröffnete eine private Kunstschule, wodurch früh sein Interesse für ästhetische Fragestellungen geweckt wurde. 1994 zog Mac nach New York, wo er an der American Academy of Dramatic Arts ein Studium absolvierte. Anschließend begann er, als Dragqueen in kleineren Kellertheatern aufzutreten, und es entstanden erste Stücke: The Hot Month (1999), The Levee (2000) und The Face of Liberalism (2003).
Schon während seiner ersten Jahre als Schauspieler arbeitete Mac daran, eine eigene "maximalistische" Bühnensprache zu entwickeln, die Konventionen hinter sich lässt. Seine Produktionen bedienen sich bei Cabaret, Commedia dell’arte, griechischem Theater, Drag-Kultur und zeitgenössischem Musical. Selbst bezeichnete sich Mac als „Collagist“ und „elisabethanischen Narren“. Wichtig ist ihm, auf einen einheitlichen Stil zugunsten einer Überschreitung von Formen und Erwartungen zu verzichten. Diese Hinterfragung des Homogenen, die auch inhaltlich eine zentrale Rolle spielt, beeinflusst sein Drag-Konzept. In seinen eigenen Worten: „Ich bin eine Dragqueen eigener Art und anders, als es sich Menschen oft vorstellen: Ich möchte zur selben Zeit chaotisch und schön, superprofessionell, amateurhaft und hässlich sein, maskulin und feminin, auf der einen Seite verrückt und wahnsinnig, auf der anderen Seite ruhig und friedlich.“ Eine Vorstellung dient nicht zuletzt dem Ziel, ein eindimensionales Persönlichkeitskonzept zu überwinden: „Wir haben keine Rituale, die uns erlauben, alle Facetten unseres Selbst zu verwirklichen. Für mich ist die Show eine Art Opferritual, bei der wir uns unserer starren Auffassung vom Selbst entledigen.“

### Engagement gegen Krieg und Kernwaffen

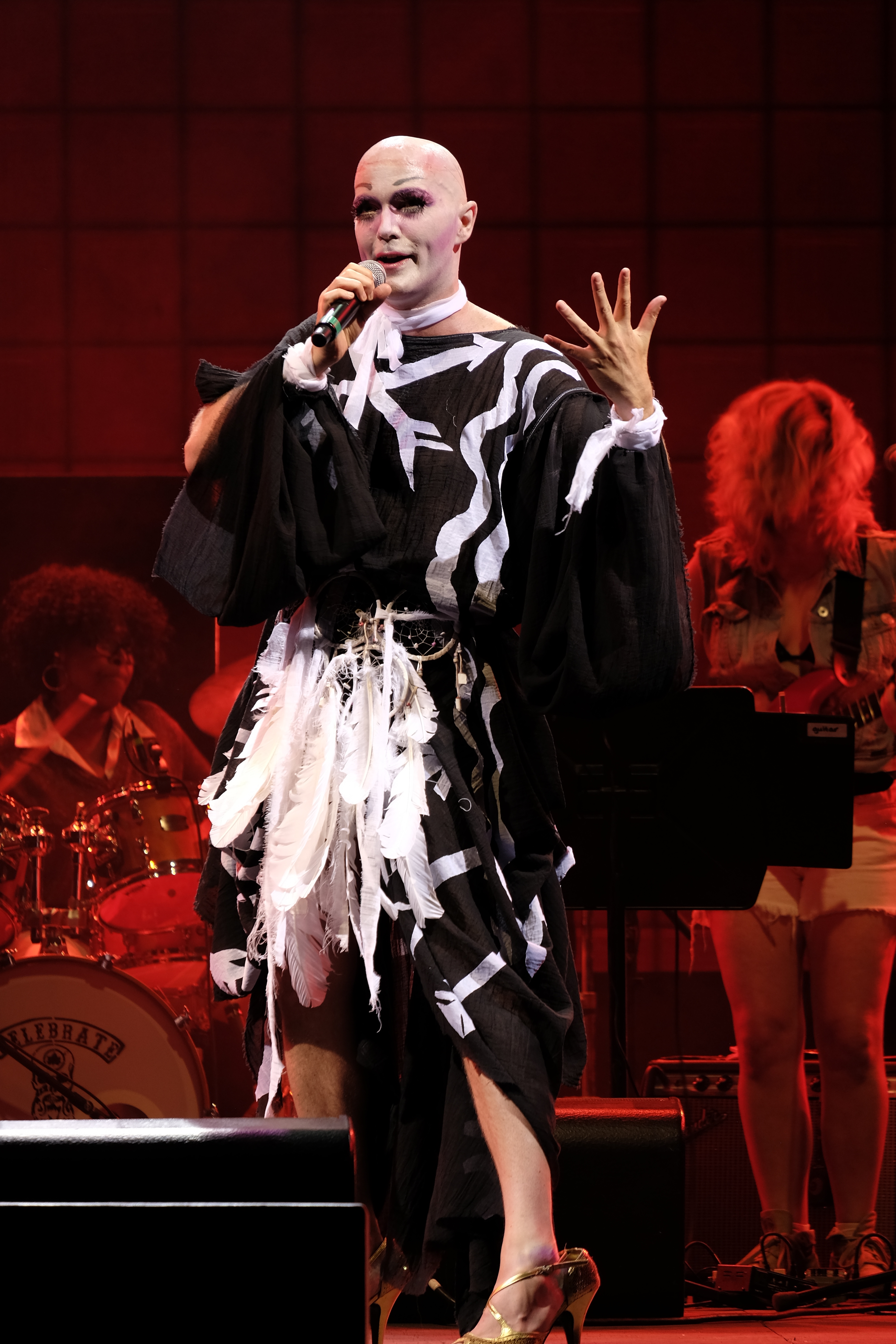
Taylor Mac (2015)

Sein 2008 am HERE Arts Center in New York uraufgeführtes Stück The Young Ladies Of hat einen autobiografischen Hintergrund. Während des Vietnamkrieges, im Jahr 1968, gab Leutnant Robert Mac Bowyer (der Vater von Taylor Mac) eine Anzeige auf und bat „junge Frauen“, ihm zu schreiben. Tausende Briefe erreichten ihn. Vierzig Jahre später nutzte Taylor Mac diese Briefe, einen selbstverfassten Bühnentext und neukomponierte Songs zu einer Auseinandersetzung mit dem Patriarchat und dem Krieg, wobei er die Vietnam-Erfahrungen seines Vaters seinem Leben als eklektizistischer Künstler gegenüberstellt.
Im La MaMa Experimental Theatre Club hatte 2011 die Produktion The Walk Across America For Mother Earth Premiere. Formal an der Commedia dell’arte angelehnt, thematisiert Mac in diesem Stück den Protest gegen Kernwaffen. Anarchische Aktivisten organisieren dabei einen Marsch von New York quer durch die USA zur Nevada National Security Site. Die New York Times nannte das Stück eine „süße und satirische Meditation über die schönen Narreteien des Idealismus“ Obwohl Macs bunter Haufen von politischen Weltverbesserern am Ende kaum greifbare Erfolge aufzuweisen hat, gewinnt ihr Streben nach sozialem Wandel die Sympathie des Publikums.

### Alternative Gesellschaftsgeschichte
Ein internationales Publikum erreichte Mac mit seinem monumentalen, 24 Stunden langen Werk A 24-Decade History of Popular Music, das nach über vierjähriger Entwicklung 2016 am St. Ann’s Warehouse in Brooklyn uraufgeführt wurde. Anhand von 246 Songs, die zwischen 1776 (dem Jahr der Unabhängigkeitserklärung) und 2016 in den Vereinigten Staaten populär waren, erzählt Mac darin eine alternative Gesellschaftsgeschichte seines Landes, die nicht zuletzt Verstoßene und Unterdrückte in den Mittelpunkt rückt. Der Kostümbildner Machine Dazzle, langjähriger Bühnenpartner von Mac, schneiderte für jedes Jahrzehnt fantasievolle Kostüme. Die „Feier der Heterogenität“ wurde für den Pulitzer-Preis in der Sparte Theater nominiert. 2019 wurde die Produktion zu den Berliner Festspielen eingeladen.
Zu Macs weiteren Projekten zählt ein Zyklus aus vier Stücken nach dem Vorbild der antiken Dionysien. Der Schlusspunkt der Tetralogie lag 2019 mit dem Schauspiel Gary. A Sequel to Titus and Andronicus vor. Wieder nimmt sich Mac eines Außenseiters an, hier des Straßenclowns Gary, der in William Shakespeares Tragödie Titus Andronicus eine periphere Figur ist, in Macs freier Fortsetzung jedoch eine Hauptrolle einnimmt. Das Stück erhielt sieben Tony-Nominierungen.

## Auszeichnungen (Auswahl)
- Guggenheim-Stipendium 2016
- MacArthur Fellowship 2017
- Nominiert für den Pulitzer-Preis 2017
- Internationaler Ibsen-Preis 2020[13]

## Werke (Auswahl)
- The Hot Month (1999)
- The Levee (2000)
- The Face of Liberalism (2003)
- The Be(A)st of Taylor Mac (2006)
- The Young Ladies Of (2008)
- The Lily's Revenge (2009)
- The Walk Across America for Mother Earth (2011)
- Hir (2015)
- A 24-Decade History of Popular Music (2016)
- Gary. A Sequel to Titus and Andronicus (2019)
- The Fre (2020)